# 1987 في النرويج
فيما يلي قوائم الأحداث التي وقعت خلال عام 1987 في النرويج.

## سياسة

### تعيين في المنصب
- 26 فبراير – يوهان يورغن هولست وزير الخارجية في النرويج.

### انتهاء فترة المنصب
- 9 مارس – يوهان يورغن هولست وزير الخارجية في النرويج.

## أفلام
من الأفلام التي صدرت هذه السنة في النرويج:
- 16 أكتوبر – ميو في الأراضي البعيدة من إخراج Vladimir Grammatikov [الإنجليزية]‏.[1]

## مواليد

### مايو
- 17 مايو – إيدفالد بواسون هاغن درّاج طريق نرويجي.

### يونيو
- 16 يونيو – بير سيليان شيلبريد لاعب كرة قدم نرويجي.[2]
- 17 يونيو – بيتينا ريجلهوث لاعبة كرة يد نرويجية.

### يوليو
- 5 يوليو – ألكسندر كريستوف درّاج طريق نرويجي.[3]
- 24 يوليو – كارولين ماميلوند لاعبة كرة يد نرويجية.[4]

### أكتوبر
- 11 أكتوبر – مادس أستبرج سائق رالي نرويجي.[5]

### ديسمبر
- 12 ديسمبر – آدم لارسن كواراسي لاعب كرة قدم غاني.[6]

## وفيات

### أغسطس
- 22 أغسطس – آرنه بروستاد (مواليد 1912) لاعب كرة قدم نرويجي.[7]

### سبتمبر
- 19 سبتمبر – أينار غارهاردسن (مواليد 1897) سياسي نرويجي.[8]